# Olot
|  | Per a altres significats, vegeu «Comarca d'Olot». |

Olot (pronunciat [u'lɔt]) és un municipi i ciutat de Catalunya, capital de la comarca de la Garrotxa i cap del partit judicial d'Olot. És una ciutat especialment coneguda pel seu interès natural i per trobar-se envoltada pel Parc Natural de la Zona Volcànica de la Garrotxa. És l'única ciutat catalana situada a l'interior d'un parc natural.
S'alça sobre roques volcàniques produïdes per l'activitat dels set volcans que l'envolten, el Montolivet, el Montsacopa, la Garrinada, les Bisaroques, el Torín, el del Bac de les Tries i el de Ca l'Isidret. Algunes zones urbanes es troben literalment sobre volcans, com el del Puig del Roser.
El municipi olotí té un ric patrimoni natural i paisatgístic amb boscos de roure pènol, roure de fulla gran, faig i alzinars, nombroses fonts, els Aiguamolls de la Moixina i la Deu, l'altiplà basàltic de Batet i el volcà del Croscat, l'erupció més recent de la península Ibèrica, amb un gran tall a la cara nord, resultat d'una antiga extracció de gredes, que permet observar-ne l'estructura interior. Està adherida a la Xarxa Europea del Paisatge.

## Etimologia

Escut no oficial d'Olot

L'origen del topònim, documentat al segle ix com a Olotis, és incert i segons l'Institut d'Estudis Catalans probablement és preromà indoeuropeu. En aquest sentit, Joan Coromines en el seu Onomasticon Cataloniae està d'acord en l'origen preromà, però s'inclina per l'alternativa iberobasca: Olot vindria d'Olo ("cabana" o "ferreria", "farga") i ho justificaria pels boscs de la Baixa Garrotxa que donarien material suficient, i a més té en compte que molts topònims garrotxins també tenen origen iberobasc, com Bas, Oix, Bestracà, Aguja, Bassegoda o Beget. L'alternativa indoeuropea proposaria que Olot prové del cèltic *Uluti (paraula que ha donat en l'antic irlandès ulaid, que significa "gent de l'Ulster"), però Coromines ho descarta per raons fonètiques.
Altres teories que surten mencionades a l'Onomasticon Cataloniae, però que són molt més remotes, són que Olot fos d'origen romà i provingués del nom Aulus o d'un nom paral·lel a Oleta (que prové d'ola, "gorga"), però Coromines les descarta per la impossibilitat que aquestes paraules en surti un derivat en -ot.
Fora de l'Onomasticon, segons la Crònica Universal de Catalunya, Olot va ser fundat per Ulo, antic rei de la dinastia mítica dels atlants, (després anomenat Sícul), amb el nom d'Ulot. Una altra hipòtesi és que el nom derivi directament de l'antic basc: oloa (civada) i leku (lloc), el resultat final és oleku que va derivar a olek, olok i finalment, olot. També es diu que ve d'"ollot", d'olla, perquè està envoltat de muntanyes.
L'etimologia popular ha associat Olot amb "ala", ja que el poble ha estat documentat amb els noms d'Aulot i Alot; i així és representat a l'escut d'Olot, que té una ala en referència al nom de la ciutat com a senyal parlant.

## Geografia i clima
- Llista de topònims d'Olot (orografia: muntanyes, serres, collades, indrets...; hidrografia: rius, fonts...; edificis: cases, masies, esglésies, etc.).

| La Vall de Bianya |  | Sant Joan les Fonts |
| Riudaura          |  |                     |
| Les Preses        |  | Santa Pau           |

| Entitat de població      | Habitants (2024) |
| Olot                     | 28.836           |
| Sant Cristòfol les Fonts | 9.738            |
| Batet de la Serra        | 262              |
| Font: Idescat            |                  |

El municipi actual, de 29,12 km², està compost per l'antic municipi d'Olot i el de Batet de la Serra, incorporat el 1971. La ciutat està situada entre 440–550 m d'altitud, segons els barris, i es troba a uns 50 quilòmetres de Girona, la capital de la província homònima.
L'emplaçament del nucli fundacional olotí, situat a la falda del volcà Montsacopa, entre el riu Fluvià i el santuari de la Mare de Déu del Tura, es relaciona amb el punt on la llera del Fluvià, encaixada entre colades volcàniques, és més estreta, cosa que va facilitar la construcció d'un pont per creuar-lo. L'actual pont de Santa Magdalena, construït a mitjans del segle xiv, damunt dels estreps d'un pont anterior, citat l'any 1116, a l'acta de consagració de l'església de Sant Esteve d'Olot, assenyala l'indret.
La ciutat d'Olot s'estén damunt d'una plana formada per colades volcàniques i dipòsits fluvio-lacustres dipositats en antic llacs de barratge volcànics, a la capçalera del riu Fluvià. Està envoltada per les serres de Sant Valentí, Aiguanegra, l'altiplà de Batet, Marboleny i Sant Valentí de la Pinya. La plana és solcada pel riu Fluvià i el seu tributari, la riera de Riudaura. La presència de relleus i materials volcànics dona una personalitat molt singular al seu paisatge. La ciutat d'Olot es troba entremig de quatre volcans: el Montolivet, el Montsacopa, la Garrinada i el Bisaroques. El Fluvià, riu de règim mediterrani, té un cabal no gaire important (1,07 m³). El 2023 hi havia 13.385 arbres a la ciutat d'Olot.
Pel que fa al clima, la baixa Garrotxa contrasta amb les comarques veïnes per l'elevada humitat. La pluja anual oscil·la al voltant dels 1.000 mm. Popularment, es diu que Si no plou a Olot, no plou enlloc.
| 1497 f | 1515 f | 1553 f | 1717  | 1787  | 1857   | 1877  | 1887  | 1900  | 1910   |
| ------ | ------ | ------ | ----- | ----- | ------ | ----- | ----- | ----- | ------ |
| 297    | 315    | 392    | 2.868 | 9.383 | 11.134 | 7.287 | 8.554 | 8.334 | 10.411 |

| 1920   | 1930   | 1940   | 1950   | 1960   | 1970   | 1981   | 1990   | 1992   | 1994   |
| ------ | ------ | ------ | ------ | ------ | ------ | ------ | ------ | ------ | ------ |
| 10.857 | 12.244 | 14.918 | 14.913 | 17.664 | 21.626 | 24.892 | 27.027 | 26.788 | 26.788 |

| 1996   | 1998   | 2000   | 2002   | 2004   | 2006   | 2008   | 2010   | 2012   | 2014   |
| ------ | ------ | ------ | ------ | ------ | ------ | ------ | ------ | ------ | ------ |
| 27.482 | 27.644 | 27.967 | 28.890 | 30.306 | 31.932 | 32.903 | 33.589 | 33.813 | 33.913 |

| 2016   | 2018   | 2020   | 2022   | 2024   | 2026 | 2028 | 2030 | 2032 | 2034 |
| ------ | ------ | ------ | ------ | ------ | ---- | ---- | ---- | ---- | ---- |
| 34.000 | 34.486 | 35.926 | 36.716 | 38.822 | -    | -    | -    | -    | -    |

El cens del 1717 incorpora la Parròquia d'Olot, Sant Andreu del Coll i Sant Cristòfol de les Fonts; i el 1975, Batet de la Serra.

## Història

### Prehistòria
Des dels anys trenta es té coneixença d'un jaciment amb restes d'indústria lítica a la serra de Batet, datat entre 10.000 i 30.000 anys d'antiguitat (tram final del Paleolític).

### Edat mitjana
El lloc d'Olot s'esmenta per primera vegada en la història a l'època carolíngia, l'any 872 en un precepte que atorgà el rei franc Carles el Calb al monestir benedictí de Sant Aniol d'Aguja que preveia l'aprofitament d'un extens territori, que comprenia bona part de l'actual Alta Garrotxa i també l'àrea d'Olot. En aquest document reial s'esmenta un únic edifici a Olot, una església dedicada a Santa Maria, qualificada d'antiga ja en aquella època, que es trobava en el mateix emplaçament de l'actual temple de Santa Maria del Tura, patrona d'Olot. Aquest precepte venia concedit en el marc de reordenació del territori després de la reconquesta de Girona per part dels francs. El nucli original d'Olot, doncs, va créixer a l'entorn d'un petit temple dedicat a Santa Maria, anterior al segle ix, segurament visigòtic.
L'any 977, s'esmenta per primera vegada l'església de Sant Esteve d'Olot, però el document en qüestió no tracta sobre la parròquia, sinó sobre una parròquia limítrofa. No és fins molt més tard, el 1116, i amb motiu de la consagració d'un nou temple de Sant Esteve d'Olot, situat extramurs, que s'esmenta explícitament la parròquia.
Olot va estar poc temps sota el domini de Sant Aniol d'Aguja i va passar al domini dels Comtes de Besalú que, posteriorment, el varen donar a l'abadia de Santa Maria de Ripoll. Això, ensems amb la donació per part de la vescomtessa de Bas de l'alou de Sant Cristòfol de les Fonts i la donació per part dels senyors del Coll de la parròquia de Sant Andreu del Coll, va constituir un important nucli dominat per a l'abadia ripollesa al centre de la Garrotxa. Aquest nucli va esdevenir una unitat administrativa amb la creació de la Pabordia d'Olot i de la Pinya, i aquest va ser el terme d'Olot fins a la incorporació de Batet de la Serra l'any 1971.
Per tal d'administrar aquests dominis, l'abat de Ripoll disposava de batlles i procuradors que vetllaven pels seus interessos en el terme d'Olot. Aquests oficials eren persones que residien a Olot, com per exemple els batlles d'Olot, que eren designats periòdicament i residien al palau que l'abat tenia a Olot (a l'actual emplaçament de Can Deu, a la Plaça Palau). També hi havia els batlles de la parròquia de Sant Esteve, que residien al mas La Rovira (actual Mas Morató, passeig dels Desemparats, 103) i que posseïen la batllia natural (de pares a fills).
A fi de possibilitar una millor administració dels interessos de l'abadia a la Garrotxa, l'abat de Ripoll, Bernat de Peramola, va signar el 18 d'agost de l'any 1206 una carta de franqueses i llibertats per als pagesos. Amb això es volia que anessin a assentar la seva residència a l'interior d'un perímetre fixat a la riba del riu Fluvià dins la parròquia de Sant Esteve d'Olot. Amb la signatura d'aquesta carta, es possibilita la creació d'un nucli dens de població a la plana olotina i que és l'embrió de l'actual vila. El perímetre anava des de l'actual Plaça del Palau (plaça major de la vila fins al 1427) fins al pont de Santa Magdalena i l'actual carrer Valls Nous i, pujant per aquest mateix carrer, fins a l'església de Santa Maria i, finalment, fins a la Plaça Palau per l'actual carrer dels Valls Vells. Per a controlar l'àrea afectada per les franqueses, l'abat de Ripoll, Ramon Desbac, va ordenar l'emmurallament de la vila. Val a dir que aquest emmurallament ja havia estat iniciat anys abans, però de forma poc organitzada i gens efectiva.
La creació d'un nucli dens dins d'una zona amb una baixa densitat de població va afectar molt les relacions humanes de la plana olotina que estaven marcades pels dos estatus que existien en el terme, el de vilatà i el de forà. Els vilatans residien a l'interior del clos emmurallat, tenien un elevat grau de llibertat i varen concentrar intramurs totes les activitats artesanals i comercials del terme. Per contra, els forans eren els pagesos que residien en els masos de les parròquies, els quals anaven veient com se'ls imposava cada vegada més les càrregues feudals per part dels oficials de l'abat. Un altre canvi en les relacions humanes fou l'organització de la gent de l'interior de la vila en una institució que tenia com a objectiu defensar els interessos dels vilatans enfront de l'abat, la Universitat d'Olot, primer poder municipal de la vila. Al principi, l'abat intentava afogar aquesta organització però, tot i així, la Universitat va anar aconseguint cada vegada més llibertat i més diners, imprescindibles en l'exercici de tota forma de poder.
Durant els segles medievals, Olot va ser objecte de diversos plets entre l'abadia de Ripoll i la Corona d'Aragó, ja que aquesta darrera estava interessada en el control de la vila, a causa de la seva productivitat. A la Universitat d'Olot, també li interessava de sortir-se dels dominis de l'abat per gaudir d'una major llibertat d'acció. Els plets es varen solucionar definitivament a favor de l'abat de Ripoll que va continuar essent senyor de la vila i terme.
Els terratrèmols de 1427 i 1428 van ser un punt d'inflexió crucial en el desenvolupament d'Olot, ja que varen destruir quasi completament la vila i rodalia i varen provocar el trasllat de la població en cabanes de forma provisional. El rei Alfons IV va permetre la reconstrucció de la vila al mateix lloc o en un altre amb el mateix nom d'Olot, i això va iniciar el debat sobre si s'havia de reconstruir la vila destruïda o s'havia de construir una nova vila d'Olot dins dels límits del terme. Finalment, la segona opció va triomfar i es va escollir l'alou de la Pia Almoina, una institució caritativa, adjacent a la muralla occidental. El fet d'elegir aquest alou allunyava els olotins del control de l'abat de Ripoll. Així doncs, varen començar a urbanitzar l'esmentat alou d'una forma ordenada tot traçant una retícula de carrers perpendiculars amb 5 carrers longitudinals i 9 de transversals (regularitat característica de les viles de nova planta d'inicis del Renaixement), centrats per la Plaça del Mercat. La construcció de la nova vila (anomenada "Vila Nova") va possibilitar la integració del conjunt parroquial de Sant Esteve i els edificis de la seva sagrera en l'entramat urbà, ja que fins aleshores en restaven al marge. L'abat de Ripoll va fer tot el possible per tal que els olotins no sortissin de la seva jurisdicció. Al final, el rei Alfons IV el Magnànim es va pronunciar definitivament sobre el conflicte i va autoritzar els olotins a construir la vila a l'alou de la Pia Almoina, a la vegada que els ordenava jurar fidelitat a l'abat de Ripoll com a senyor del terme i a respectar els seus drets sobre els monopolis feudals.
En plena reconstrucció de la Vila Nova, va esclatar la Guerra civil catalana entre la Diputació del General (els nobles) i el rei Joan II i el conflicte remença, que varen afectar de manera intensa la Garrotxa i Olot, puix era la vila més important de la zona. La vila va ser saquejada i conquerida diverses vegades per les tropes de la Generalitat de Catalunya i els remences, cosa que va causar un retrocés demogràfic important que, afegit a l'impacte dels terratrèmols, va constituir el pitjor recés de la vila en tota la seva història.

### Edat moderna
Una vegada deixats enrere els desastres i la guerra, ja entrats el segle xvi, Olot experimenta un creixement important de població, però també de superfície, ja que l'extensió de la vila es duplica després de la reconstrucció de la Vila Vella (la part d'Olot que estava dins els límits dels abats de Ripoll) a finals del segle xv. Alguns edificis s'amplien, com el Convent del Carme, situat en un solar entre la Vila Nova i la Vella, generant un conjunt conformat per una església d'estil gòtic tardà i un claustre renaixentista (molt rar a Catalunya). També l'església parroquial d'Olot és ampliada a causa de la seva poca entitat i la falta de capacitat per encabir una població cada vegada més gran. És en aquesta època quan es construeix l'Hospital Sant Jaume. Una epidèmia de pesta l'any 1650, la guerra dels Segadors i les contínues guerres contra França van tornar a frenar el creixement de la vila.
De les guerres amb França de la segona meitat del segle xvii, cal destacar les partides de miquelets de Josep de la Trinxeria, que van obtenir èxits en la defensa d'Olot i comarca. L'esclat de la Guerra de Successió Espanyola entre Felip d'Anjou i Carles d'Àustria (aquest últim defensat pels olotins), i que va comportar una repressió institucional a tota Catalunya no va afectar gaire l'economia i la demografia de la vila, que es va convertir durant el segle xviii en la ciutat més important de les comarques gironines, superant fins i tot Girona en nombre d'habitants.
L'activitat artesanal tèxtil olotina, principalment de llana i que havia crescut de forma important a partir del segle xvi, va patir un punt d'inflexió durant la segona meitat segle xviii, transformant-se ja en indústria tèxtil, amb la fabricació de mitges amb telers, teixits de cotó i filats. En aquest segle també es reconstrueixen les fonts públiques, es construeixen nous barris, l'Hospici (1784) i el 1783 s'inaugura l'Escola Pública de Dibuix. L'esclat de la Guerra Gran a finals d'aquest segle va provocar el tancament de moltes fàbriques i la fugida de gent de la vila, malgrat que els francesos no van aconseguir conquerir la vila.

### Els seglesxixixx
Durant la guerra del Francès de principis del segle xix, Olot va caure sota domini francès i es va constituir un efímer Ajuntament presidit per Alexandre de Soler i de Sayol que només va durar dos anys; després de la retirada dels francesos, el 1814 es va jurar fidelitat a la Constitució de 1812 i es va constituir un Ajuntament presidit pel doctor Esteve Roca qui, pocs dies després, amb el restabliment de l'absolutisme, va ser canviat pel que hi havia el 1808. S'iniciava així un període d'inestabilitat política i de lluites entre liberals i absolutistes. Durant la Primera Guerra Carlina, la vila va patir un terrible setge, però es va defensar i va rebre el títol de "Molt Lleial" per les Corts el 1836.
Malgrat que fins a mitjan segle xix la indústria tèxtil olotina seguia essent una de les més importants de les comarques gironines, la inestabilitat política de l'època, juntament amb la manca de comunicacions (paralització de la carretera de Vic per part de Girona) i la dependència dels fabricants dels comissionats de Barcelona, va comportar una profunda crisi industrial, que es va agreujar amb l'epidèmia de còlera de 1854.
El 1835 durant la primera guerra carlina, la vila va patir l'atac de l'Expedició Guergué en setembre i octubre, però fou rebutjada pels liberals, comportant-li el nomenament de Muy Leal Villa el 1838. En el decurs de la tercera guerra carlina, després de la Presa d'Olot el general Rafael Tristany i Parera hi jurà els furs quan els carlins restabliren oficialment la Diputació General de Catalunya l'1 d'octubre de 1874, però la ciutat finalment va caure l'estiu de 1875 en mans de les tropes isabelines d'Arsenio Martínez-Campos.
El 1859 apareixen les primeres publicacions de premsa escrita (La Aurora Olotense i El Faro de la Montaña), i també fou l'any en què es va construir la plaça de braus d'Olot, que actualment ja no es fa servir per als correbous de la festa major; l'última "corrida" amb mort de l'animal s'hi va fer el maig de 2005.
Després dels enfrontaments entre carlins i republicanistes, entrant en la Restauració borbònica, Olot es recupera demogràficament i industrialment, gràcies a l'electrificació, l'arribada del tren el 1911 i la millora de les carreteres. A principis del segle xx comença l'expansió dels tallers d'imatgeria religiosa, que van durar fins al 1950.
El corrent catalanista va començar a prendre força als carlins a partir de finals del segle xix, i es va produir un increment de publicacions locals. El 1907, el rei Alfons XIII (que visità Olot el 1927, juntament amb les infantes) concedeix el títol de ciutat a la fins llavors vila d'Olot.
En les eleccions de 1931, els olotins es decanten per la República, però hi havia diverses crisis que van provocar relleus entre els regidors i també entre els alcaldes. En les eleccions de 1934, l'ajuntament fou configurat per forces majoritàriament de dreta, que van ser substituïts per una comissió gestora després dels Fets d'Octubre; mentre que les eleccions de 1936 tornen el poder a l'esquerra.
L'esclat de la Guerra Civil va provocar l'incendi d'edificis eclesiàstics i l'assassinat d'una vuitantena d'olotins arreu de la Península. Cal remarcar a Joaquim Danés i Torras, que fou empresonat després d'acabar la guerra, per les seves accions de salvament del patrimoni artístic i cultural. El dia 7 de febrer de 1939, Olot fou ocupat per les forces del general Alonso Vega, mentre que durant la repressió de la postguerra l'afusellament afectà una vintena d'olotins, vinculats principalment a la CNT.
Després de la guerra, algunes famílies s'enriquiren gràcies al contraban, però la majoria de la població visqué una forta crisi econòmica agreujada per l'aiguat del 1940. A partir dels anys cinquanta començà una recuperació industrial i arribaren els primers immigrants.

### Actualitat
El 1979 se celebraren les primeres eleccions locals democràtiques. Totes les eleccions celebrades fins a l'any 1999 van ser guanyades per Convergència i Unió, destacant Pere Macias, alcalde entre 1984 i 1996. L'any 1999 entra a governar el Partit dels Socialistes de Catalunya, Lluís Sacrest va esdevenir alcalde fins al 2011, quan es va retirar. D'aquesta època destaquen la construcció de la piscina municipal, els nous jutjats, la nova estació d'autobusos, la reforma del Firalet i els nous pavellons d'esports. L'any 2011 CiU recupera l'alcaldia, que passa a mans de Josep Maria Corominas. Del seu mandat, destaquen la inauguració del nou Hospital d'Olot, el nou Parc de Bombers i la nova Plaça Mercat. Des de 2019, l'Alcalde és Josep Berga i Vayreda, i governà amb majoria absoluta entre 2019 i 2023 i en un acord de govern amb ERC des de les eleccions municipals de 2023.

## Política i govern
L'Ajuntament d'Olot és l'administració que s'encarrega del govern del municipi i s'encarrega de la majoria de competències que afecten la vida diària dels ciutadans, tals com la planificació urbanística, els transports, la recaptació d'imposts municipals, la gestió de la seguretat viària mitjançant la Policia Municipal, el manteniment de la via pública (asfaltat, neteja…) i dels jardins, i la construcció i manteniment d'equipaments públics com la biblioteca, equipaments esportius, habitatges de protecció oficial, o residències per a la gent gran.
A nivell comarcal, el Consell Comarcal de la Garrotxa s'encarrega de serveis com el transport escolar i participa en diversos ens públics a parts iguals amb l'Ajuntament d'Olot per tal d'homogeneitzar certes polítiques a nivell comarcal, tals com el medi ambient i la salut pública (Consorci Sigma), els serveis socials (Consorci d'Acció Social de la Garrotxa), o el desenvolupament econòmic (DinàmiG).
A Olot també hi exerceixen les seves competències la Diputació de Girona (que s'encarrega del govern de la província), la Generalitat de Catalunya (que s'encarrega del govern de la comunitat autònoma), i l'Administració General de l'Estat, sota la direcció del Govern d'Espanya (que s'encarrega del govern de l'estat). El Ple de l'Ajuntament està format per 21 regidors.

### Batlles
Des de 2025 el batlle és Agustí Arbós (JxCAT).
| Període         | Alcalde o alcaldessa                               | Partit polític   | Data de possessió     | Observacions |
| --------------- | -------------------------------------------------- | ---------------- | --------------------- | ------------ |
| 1979–1983       | Joan Sala i Villegas                               | Logotip de CiU   | 19/04/1979            | --           |
| 1983–1987       | Arcadi Calzada i Salavedra                         | Logotip de CiU   | 28/05/1983            | --           |
| 1987–1991       | Pere Macias i Arau                                 | Logotip de CiU   | 30/06/1987            | --           |
| 1991–1995       | Pere Macias i Arau                                 | Logotip de CiU   | 15/06/1991            | --           |
| 1995–1999       | Pere Macias i Arau Isabel Brussosa i Planas        | Logotip de CiU   | 17/06/1995 22/06/1996 | Renúncia --  |
| 1999–2003       | Lluís Sacrest i Villegas                           | Logotip del PSC  | 03/07/1999            | --           |
| 2003–2007       | Lluís Sacrest i Villegas                           | Logotip del PSC  | 14/06/2003            | --           |
| 2007–2011       | Lluís Sacrest i Villegas                           | Logotip del PSC  | 16/06/2007            | --           |
| 2011–2015       | Josep Maria Corominas i Barnadas                   | Logotip de CiU   | 11/06/2011            | --           |
| 2015–2019       | Josep Maria Corominas i Barnadas                   | Logotip de CiU   | 13/06/2015            | --           |
| 2019-2023       | Josep Berga i Vayreda                              | Logotip de JxCAT | 15/06/2019            | --           |
| Des de 2023     | Josep Berga i Vayreda Agustí Arbós Torrent (2025-) | Logotip de JxCAT | 17/06/2023            | Renúncia --  |
| Fonts: Municat. |                                                    |                  |                       |              |

## Llocs d'interès
«... Suposo que existeixen altres petites ciutats amb una vida tan agradable com la d'Olot, però dubto que alguna d'elles sigui més admirable... Destil·la un caràcter serè, ordenat... Moltes són les delícies d'Olot. Gastronòmiques i paisatgístiques, modèlic en la seva conceptualització el parc natural dels volcans. També culturals: a Olot, la dialèctica artística entre modernitat i tradició és tan dura com fèrtil...»

### Volcà Montsacopa
El Montsacopa és la icona de la ciutat d'Olot que té la morfologia típica d'un volcà, amb un con d'escòries i un cràter circular al capdamunt, des d'on gaudireu de les millors panoràmiques de 360° de la ciutat i de la comarca.
- A les grederes es pot observar la disposició en capes dels diferents materials volcànics en aquestes antigues zones d'extracció de greda.
- El cràter és el resultat de la darrera fase explosiva del volcà.
- Les Torres Carlines: dues torres, miradors amb vistes espectaculars de l'Alta Garrotxa i la muntanya del Canigó.
- L'església de Sant Francesc, dins el recinte fortificat i amb vista panoràmica d'Olot.
- L'Espai de memòria històrica de la Guerra Civil, un rècord a totes les víctimes de la Guerra al cementiri de la ciutat, situat al peu del volcà.

### El nucli antic
Al segle ix, la vila medieval d'Olot es va desenvolupar al voltant d'una església romànica ubicada on actualment hi ha el santuari del Tura. Els terratrèmols del segle xv van destruir bona part de la vila i es va procedir a reconstruir-la fora la muralla, amb tots els carrers que convergien a la plaça Major. Actualment, el nucli antic de la ciutat acull l'eix comercial, on es poden trobar des de botigues centenàries a comerços de marques reconegudes i multimarca. Així mateix, és on es concentren la majoria d'actes culturals i festius de la ciutat, entre els quals destaquen les Festes del Tura (se celebren pels volts del 8 de setembre i estan declarades Festa Tradicional d'Interès Nacional), la Fira del Dibuix (18 d'octubre), el Lluèrnia (Festival del foc i de la llum) i el Shopping Nit (la gran festa del comerç, que se celebra a mitjans de juny).
- Hospici: edifici projectat per Ventura Rodríguez a finals del segle xviii destinat a beneficència. Ha tingut molts usos: mercat, escola de belles arts, museu... Cal destacar el claustre neoclàssic de tres pisos d'alçada.[34]
- Església de la Mare de Déu del Tura: segons una tradició del segle xv, un bou anava cada dia a gratar el terra del mateix lloc. L'amo del bou, estranyat de la insistència de l'animal, va cavar en aquell punt i va trobar la imatge de la Mare de Déu. D'aquesta llegenda en prové el nom actual, ja que Tura, en català significa bou.[35]
- Claustre de l'antic Convent del Carme: està llistat Bé Cultural d'Interès Nacional i és un dels pocs claustres renaixentistes conservats a Catalunya. Projectat per Llàtzer Cisterna al segle xvi, té planta quadrada irregular i consta de dos pisos que segueixen l'ordre clàssic dels capitells i frisos.[36]
- Església parroquial de Sant Esteve: l'edifici actual data del 1763 i és obra de Blai de Trincheria. Al Museu Tresor Parroquial hi destaca un Crist abraçat a la creu d'El Greco.

### El Modernisme
A principis del segle xx es va redactar el primer pla urbanístic de la població sota les ordres d'Alfred Paluzie, arquitecte municipal que va introduir els principis del Modernisme, els quals havia conegut de primera mà a Barcelona.
- Casa Pujador: situada a la plaça del Conill, fou encarregada l'any per Josep Azemar. La façana és de pedra picada i presenta un xamfrà arrodonit coronat per una torre cilíndrica. Té una ornamentació floral i les corbes de la forja dels balcons realitzades a «coup de fouet». A l'interior d'aquesta centenària botiga, es pot admirar el magnífic sostre empostissat.
- Casa Escubós: situada a la plaça del Conill, fou dissenyada per Paluzie l'any 1905. Destaquen les ornamentacions que emmarquen les obertures. És una casa de tres façanes de color verd pàl·lid. Les obertures dels balcons i finestres van ser embellides en la seva part superior amb unes composicions de línies tortuoses, on s'aplica ceràmica vidriada de tipus floral.[38]
- Façana lateral de l'església de Sant Esteve: obra de Sureda de l'any 1905 realitzada amb ceràmica groga amb creus de color verd. Predomina la decoració amb ceràmica de València groga amb motius en forma de creu. Cal fer esment a les rampes d'accés, adornades amb decoracions vegetals típicament modernistes.
- Casa Gaietà Vila: situada a la plaça d'Esteve Ferrer, fou obra de Paluzie de l'any 1905. Destaquen els capitells florals, el ferro forjat i la ceràmica amb decoracions.[39]
- Casa Solà Morales: està situada al passeig de Miquel Blay. Lluís Domènech i Montaner va dissenyar la reforma de la façana (1913) per tal d'unificar dos edificis en un sol casal. Les dues cariàtides són obres de l'escultor Eusebi Arnau.[40]
- Casa Gassiot: situada al carrer de Sant Rafel, fou obra de l'arquitecte Paluzie de l'any 1911. La façana principal llueix una ornamentació de coup de fouet als balcons i una gran escultura al·legòrica que recorda l'especialitat del propietari de la casa.[41]
- Museu de la Garrotxa: conté el quadre La càrrega de Ramon Casas i una exposició d'obres originals per als cartells modernistes de la casa de tabac Cigarrillos París, així com les obres de l'escultor modernista Miquel Blay.

### La Moixina i el Parc Nou
La Moixina i el Parc Nou són dos espais que comparteixen la singularitat de les rouredes humides, mostra del que havien estat els boscos de les planes d'Olot. Cal remarcar la presència al sotabosc d'espècies de flora extremadament rares al sud dels Pirineus. Indrets de gran bellesa que van inspirar nombrosos pintors de l'Escola d'Olot de Paisatge.
- Capella de Nostra Senyora de la Salut: va ser cremada l'any 1936 i reconstruïda l'any 1942 gràcies les aportacions d'artistes olotins.[43]
- Fonts de la Moixina i de Bufaganyes: declarades Béns Culturals d'Interès Local pel seu valor històric, paisatgístic i popular.
- Aiguamolls de la Moixina: s'hi poden observar les comunitats vegetals amants de l'aigua i gran varietat d'ocells.
- Parc Nou: és un parc on hi ha el Museu dels Volcans i un jardí botànic on hi ha un arbre monumental i una roureda que inclou per roures pènols, boixos i grèvols.[44]

### Batet i fageda
La colada de lava provinent del volcà Croscat, on creix la fageda d'en Jordà, i l'altiplà basàltic de Batet és el paisatge que va captivar Fernando Trueba per atorgar a El artista y la modelo el to idíl·lic que requeria la seva pel·lícula. El camí vell de Batet creua un paisatge que l'home ha modelat amb murs de pedra volcànica i feixes on conrear. Com a teló de fons, els Pirineus ofereixen les millors panoràmiques. La Fageda d'en Jordà amb els seus els tossols, petits turons formats quan la colada de lava del volcà Croscat va escolar-se per una zona d'aiguamolls i el vapor d'aigua va deformar la seva crosta.

### Via Verda d'Olot a Girona
Una de les rutes més destacades per passejar i fer en bicicleta és la Via Verda, traçat que aprofita el recorregut de l'antic tren d'Olot a Girona.
Alguns dels punts destacats de la Via Verda són:
- Estació del Carrilet d'Olot: el 14 de novembre de 1911 es va inaugurar l'arribada del tren a Olot. Va estar actiu fins al 1969.[48]
- Monument als vençuts: espai de memòria històrica de la Guerra Civil, obra de Claudi Casanovas.[49]
- Fonts de Sant Roc: indret de natura dins la ciutat, on la frescor de l'aigua de la font i el riu Fluvià tenen tot el protagonisme.[50]
- Tossols: descobriu aquests turons d'origen volcànic formats per la interacció de les colades de lava amb zones humides.
- Panoràmiques: gaudiu dels paisatges de postal de la vall d'en Bas, la muntanya del Puigsacalm i del volcà Montsacopa.

### Altres obres destacades
- La Casa Masramon: és una de les obres més importants de Rafael Masó, d'estil noucentista.
- Estadi d'atletisme Tossols-Basil: la pista s'implanta en una clariana de bosc de roure pènol, que queda closa respecte al bosc i del qual reforça la visió. Bosc contigu, bosc a distància i bosc llunyà són les relacions que s'estableixen entre aquella i aquest i que potencien les grades com a feixes petites o com un talús entre clarianes.[51]
- Pavelló de Bany Tossols-Basil: "Fluir des de la plantació de plataners, acompanyar la riera, amb els seus vigorosos pollancres i desembocar des del vessant són els motius que decideixen la voluntat de ser del pavelló".
- Parc de Pedra Tosca: és un projecte de recuperació de l'antiga estructura agrícola creada a partir de la transformació dels Tossols (prominències naturals de pedra basàltica), que activa el factor sorpresa en el seu accés i crea una varietat de recorreguts pel seu interior que permeten descobrir aquest paisatge únic i singular.
- Firalet d'Olot: construït amb peces de basalt, el paviment recupera la topografia de l'antiga colada de lava del volcà Montsacopa.

- El Torín (2010), sala d'espectacles dissenyat per l'arquitecte Joan Rodon

## Cultura
Olot és una ciutat amb una forta activitat cultural i artística, d'on han sorgit moviments històrics com les escoles d'imatgeria o l'Escola paisatgística d'Olot. Durant el Renaixement i el Barroc va proliferar una internacionalment reconeguda escola d'imatgeria religiosa, que es va dedicar principalment a la creació de retaules per esglésies i figuretes de pessebre, així com de talles molt treballades i decorades. Un dels més importants imatgers fou Ramon Amadeu. Aquesta tradició va perdurar durant diversos segles. Joaquim Vayreda, va ser l'impulsor, a finals del segle xix, gràcies a la lluminositat i diversitat dels paisatges de la zona, d'una escola paisatgística on van participar pintors de renom com Modest Urgell o Aristides Maillol, entre d'altres. Actualment l'Escola d'Art i Superior de Disseny d'Olot s'ha convertit en el centre d'ensenyament d'arts de la província de Girona i ofereix des de Batxillerat d'Arts fins a Estudis de grau superior. Des del curs 2010-11 imparteix estudis de grau en Disseny com a co-seu de l'Escola Superior d'Arts Plàstiques de Catalunya. També hi ha el Teatre Principal on durant tot l'any es fan representacions de teatre i altres activitats culturals.

### Festivitats i fires
Pels volts del 8 de setembre hi ha la festa major d'Olot, les Festes del Tura, d'anomenada arreu de les comarques gironines, on en 5 dies la capital de la Garrotxa s'omple d'activitats per a tots els públics i gustos. Cal destacar les ballades i cercaviles dels gegants d'Olot, un dels símbols més estimats pels olotins, construïts el 1889 i considerats una de les parelles de gegants de més alt nivell escultòric del país.
A més, però, se celebren fires al llarg de l'any:
- Fira de Sant Lluc: és la més important i coneguda, que data de 1314 i és d'origen ramader.[53] Aquesta fira és l'aparador de l'activitat econòmica i social de la comarca, que es completa amb la fira ramadera i la fira del dibuix, totes tres es realitzen el 18 d'octubre.
- Fira del Primer de Maig: també coneguda com la Fira de la Primavera, és la fira complementària a la Fira de Sant Lluc, amb activitats com els mercats de l'automòbil, de roba, d'artesania, d'andròmines i del disc. També es realitzen altres activitats com l'exposició de vehicles antics i la de cotxes tuning, o la mostra de bonsais.
- Fira de l'Embotit: se celebra pel mes de març, al centre de la ciutat, amb activitats relacionades amb l'embotit i altres productes alimentaris.
- Mercat de Nadal i Mercat d'Artesania: se celebren al desembre (Pel pont de la Purissima,6-7-8 de Desembre), relacionats amb el Nadal.
- Aplec del Roser: se celebra el dilluns de Pasqua Florida, a la zona anomenada el Triai d'Olot, on es balla el ball del Triai. Està documentat que al segle xviii era molt concorregut per la gent de la rodalia, que formaven una àmplia rodona amb els carros i enmig de la qual restava una plaça on feien el ball. Era punt de reunió del jovent que desitjava trobar promès i s'hi concertaven molts prometatges i casaments. En aquesta festa s'havia ballat un ball propi anomenat "Triai" (nom que prové segurament del mot "triall", terme derivat del verb triar) en el qual es triava promesa. El ballador es declarava oferint la mà al final del ball. A principis del segle xxi es va recuperar el ball.[54][55]
- Festa del Corpus: tot i que antigament era típic la confecció de catifes florals i es feia una processó amb motiu del Corpus, actualment la festa consta de la cercavila dels gegants el dissabte, i del ball dels gegants i la ballada de la sardana Adéu Vila d'Olot, el diumenge al migdia. Juntament amb les Festes del Tura, és una de les dues úniques vegades a l'any que els olotins poden veure ballar els gegants.
- Mercat del dilluns: el mercat setmanal d'Olot té els seus orígens al segle xiii. S'hi pot trobar una àmplia oferta de roba i alimentació, Cal destacar, sobretot, el nombre, la diversitat i la qualitat de les parades de fruita i verdura.
- Fira Orígens: fira d'àmbit català on els productes agroalimentaris i els seus productors són els protagonistes. Es tracta d'un espai per aprendre en sessions de cuina en directe, tastar productes i comprar directament al productor.[56]

### Museus
Olot és una terra d'artistes. Els Museus d'Olot expliquen la història de la comarca des de diverses òrbites: art i paisatge, ciència i natura, i artesania i faràndula.
- Casa Museu Can Trinxeria: Explica l'ambient que es vivia en una casa senyorial d'Olot del segle xviii. Conté un pessebre monumental.
- Museu de la Garrotxa: Paisatges dels quadres de l'Escola d'Olot, amb autors com Joaquim i Marian Vayreda i Josep Berga i Boix, a més d'escultors com Clarà, Blay o Leonci Quera. Destaca, també, el cèlebre quadre de Ramon Casas, La càrrega, així com la col·lecció de cartells modernistes de la marca Cigarrillos París.
- Museu dels Sants d'Olot: Mostra la faràndula olotina i el funcionament d'un taller d'imatgeria religiosa creat l'any 1880.
- Museu dels Volcans (Actualment Espai Cràter): explica per què a la Garrotxa hi ha volcans i de quin tipus són. A més, documenta els terratrèmols que van enderrocar la vila d'Olot al segle xv.
- Col·lecció Bartomeu Pairó i Pont[57]
- Museu Tresor Parroquial[58]Museu dels Volcans (Parc Nou)

### Gastronomia
La gastronomia pròpia d'Olot i comarca es coneix amb el nom de Cuina volcànica. Els productes alimentaris més significants d'Olot són la ratafia, la botifarra i el pernil. La carn a la brasa, les "Patates d'Olot" i els fesols de Santa Pau amb botifarra de perol són altres plats que han donat fama a les especialitats culinàries de la comarca. Altres ingredients usats en els plats de la cuina volcànica són els bolets (abundants a tota la comarca), les trufes, les castanyes o el blat. Una altra especialitat típica és la coca de llardons d'Olot.
Les característiques volcàniques de la terra garrotxina fan que el sòl sigui fèrtil i de gran riquesa, la qual cosa repercuteix en la cuina de la comarca, on cultura i natura es troben al plat. La Garrotxa ofereix molta bellesa a les persones que s'interessen per conèixer-la, i la gastronomia és un dels seus principals atractius.
Cal destacar entre molts :
- Cuina Volcànica: els restaurants associats al grup de Cuina Volcànica creuen en la necessitat de representar, defensar i promocionar el territori i tota la sev àrea agroalimentària, per això utilitzen en la seva cuina productes conreats, criats i elaborats de manera artesanal a la comarca de la Garrotxa.[61]
- Cuina amb estrella: Les Cols és l'únic restaurant d'Olot condecorat amb dues estrelles Michelin. Situat en una masia reformada pel prestigiós equip d'arquitectes RCR, Les Cols proposa plats elaborats amb productes del territori des d'un punt de vista molt particular.[62]
- Mostra Gastronòmica de la Garrotxa: el mes de novembre es poden degustar els tradicionals "Menús de la Mostra" a diferents restaurants de la comarca. Uns menús que es caracteritzen per l'ús del producte de la terra en les seves elaboracions: fajol, fesols de Santa Pau, iogurt de la Fageda, bolets, ratafia, embotits,etc. A més a més, es pot gaudir del tradicional Sopar de la Mostra, on s'uneixen diversos restaurants en un mateix espai de la ciutat i ofereixen un menú format pels plats creats especialment per a l'ocasió elaborats amb productes del territori i de proximitat.
- Ruta de Tapes: el mes de juny diversos establiments de la ciutat s'organitzen per portar a terme un recorregut gastronòmic a través de tapes elaborades, principalment, amb productes de proximitat, que fan que "us mengeu Olot a mossegades".

Per altra banda, la gastronomia olotina es caracteritza pels seus productes locals, ja que Olot es caracteritza especialment per aquells establiments que elaboren els seus productes gastronòmics de forma artesanal:
- Ratafia d'Olot: un licor elaborat amb aiguardent, nous verdes, herbes i espècies. Una beguda dolça i amb propietats digestives.
- Coca de llardons i tortell de matafaluga d'Olot: fets de manera tradicional, tal com s'ha transmès de pares a fills durant generacions.
- Embotit d'Olot: com la llonganissa, la baiona o la botifarra d'ou, tot elaborat amb carn de porc. El més conegut és el fuet d'Olot.
- Patates d'Olot: s'han convertit en un dels plats més coneguts i reconeguts de la cuina volcànica que es fa a la Garrotxa. Es tracta de patates laminades farcides amb carn i arrebossades amb ou i farina.
- Fajol: en forma de farina és utilitzat per flequers i restauradors. El producte més conegut fet amb fajol són les farinetes que es poden elaborar fregides amb oli i endolcides amb sucre, mel o reducció de ratafia.

## Educació
L'educació a la ciutat d'Olot s'organitza a través de l'àrea d'Educació i Joventut de l'Ajuntament d'Olot des de l'any 2021. Abans, aquestes competències eren administrades per l'Institut Municipal d'Educació i Joventut, un organisme autònom del propi ajuntament, que va ser dissolt per decisió del ple municipal de 23 de juliol de 2020 a causa de les dificultats per ajustar-se a la normativa sobre el control intern i control financer dels ens locals, i les seves competències foren integrades als serveis ordinaris de l'ajuntament.

### Educació obligatòria
Olot disposa de diverses escoles i instituts per a cursar l'educació obligatòria. Pel que fa a escoles públiques, hi trobem l'escola Malagrida, inaugurada el 14 d'abril de 1932 i que dona servei als barris del centre de la ciutat; l'escola Volcà Bisaroques, inaugurada el 1982 en substituir l'escola del Carme (fundada el 1969), i que dona servei als barris del nord-est i al poble de Batet de la Serra; l'escola del Pla de Dalt, creada el 1960 amb el nom d'escola de Sant Pere Màrtir i que dona servei als barris de l'oest de la ciutat; l'escola de Sant Roc, creada el 1964 amb el nom d'XXV Años de Paz i que va escolaritzar la majoria de la població procedent d'Andalusia durant els anys 60, que vivien a la zona sud de la ciutat; l'escola Llar-Lluís Maria Mestras, inaugurada el novembre de 1981 amb l'objectiu d'escolaritzar alumnes de la zona nord d'Olot juntament amb alumnes provinents de zones rurals sense escola, que hi pernoctaven, i que l'any 2020 es va convertir en Institut Escola amb el nom d'Institut Escola Greda; i l'escola del Morrot, inaugurada el setembre de 2007 i que ofereix servei als barris de la zona nord.
A part, existeixen escoles d'iniciativa privada: l'escola Petit Plançó, creada el 1968 amb l'objectiu d'ensenyar català i en català i amb voluntat d'arrelament al medi i la utilització de pedagogies actives; l'escola Joan XXIII, que atén alumnes amb discapacitat; i dues escoles religioses amb un fort arrelament a la ciutat: l'escola Pia i el Cor de Maria-Maria Reina.
Pel que fa a l'educació secundària obligatòria, a part del mencionat Institut Escola Greda, i de les escoles privades, també hi ha tres instituts públics que l'oferten: l'Institut Montsacopa, inaugurat el 1969 com a Institut de Batxillerat; l'institut la Garrotxa, creat el 1974 com a Institut de Formació Professional; i l'institut Bosc de la Coma, inaugurat el 1997 i que substituïa l'institut-escola Volcà Bisaroques, que havia ofertat l'ensenyament secundari des del 1987.

### Educació postobligatòria
Els instituts Montsacopa, la Garrotxa i Bosc de la Coma oferten els batxillerats d'humanitats i ciències socials i de ciències i tecnologia, i diversos cursos de formació professional, tant de grau mitjà com de grau superior. D'altra banda, l'Escola d'Art d'Olot oferta el batxillerat d'arts, la formació professional d'àmbit artístic i estudis superiors de disseny. L'escola Pia també oferta cursos de formació professional de grau mitjà i superior.
D'altra banda, la Fundació KREAS, entitat sense ànim de lucre i creada per la Federació Empresarial de Carns i Indústries Càrnies i la Fundació Universitària Balmes, amb seu a Olot, ofereix entre d'altres cicles formatius de grau superior relacionats amb la indústria càrnia.
Des de l'any 1982 Olot també disposa d'un centre on s'imparteix l'educació de persones adultes, situat des del 1990 a l'antiga estació del tren d'Olot, amb el nom de Centre de Formació d'Adults de la Garrotxa. Olot també és seu d'una Escola Oficial d'Idiomes.

### Altres
Olot també disposa de diversos centres educatius municipals: l'escola de música Xavier Montsalvatge, l'escola municipal d'expressió (cursos artístics no reglats), i quatre escoles bressol municipals: Sant Pere Màrtir, Sant Miquel, la Gredera del Morrot, i les Fonts.

## Entitats
Olot és una ciutat molt activa associativament, amb un gran nombre d'entitats. Aquestes són algunes de les seves entitats més representatives:
- Pim Pam Pum Foc és una entitat olotina que es dedica des del 1985 a fer correfocs i espectacles pels carrers.[80] El grup està format per una trentena de diables i diablesses. L'any 2010 van celebrar els 25 anys amb l'espectacle Liliana.[81]
- Associació d'Olotins Amics del Porc i el Xai (AOAPIX).
- Agrupació Sardanista d'Olot.
- Esbart d'Olot.
- Colla Castellera dels Xerrics.
- Centre d'Iniciatives Turístiques d'Olot, organitzadora de l'Home dels Nassos, de la Diada de la Mare i Concurs de Dibuix, la Batalla de les Flors de l'Elecció de l'Hereu i la Pubilla i del Garrotxí de l'Any.
- Els Catòlics, organitzadora del Campament i la Cavalcada de Reis d'Olot.
- Orfeó Popular Olotí.
- l'Casino Olotí.
- El Til·ler, organitzadora del Cornamusam (Festival Internacional de Cornamusa d'Olot).

A banda, també té l'Espai Ideal és un espai obert i gratuït per als joves perquè puguin fer els deures, jocs, xerrades, classes, etc. a Olot. Es va fundar l'any 2012 i es dedica a l'àmbit d'educació i de joventut. Aquest centre es va crear perquè els joves van demanar a l'alcalde un espai on poder-se relacionar. Els seus objectius principals són satisfer les necessitats dels joves de la població, crear un espai per a aquest col·lectiu de 12 a 24 anys per fer activitats educatives, informatives, inclusives, etc. Per exemple, organitza activitats d'esports i excursions, classes d'idiomes, xerrades interessants relacionades amb els joves i tallers d'informàtica, de cuina ... a part d'això, els joves de la població també poden organitzar activitats en aquest espai, sempre que tinguin el permís de l'Ajuntament.

### Mitjans de comunicació
En premsa escrita, cal destacar que des del 1979 s'edita el setmanari La Comarca d'Olot d'àmbit comarcal, que surt cada dijous. Hi havia hagut altres setmanaris que van desaparèixer en el transcurs del temps: Olot-Misión, L'Olotí, La Garrotxa, Pyrene, El Olotense, El eco de la montaña, Acció Ciutadana.
Pel que fa a mitjans de comunicació audiovisuals, emeten les emissores Ràdio Olot, creada el 1951, la primera emissora a emetre en català després del franquisme, i la cultural Ràdio 90, creada el 1993. En televisió, trobem el canal local Olot Televisió, creat el 1998.

### Clubs esportius
Categoria principal: Esport a Olot
El més important club de futbol a la ciutat d'Olot és la Unió Esportiva Olot, que juga a la segona divisió B espanyola, Grup 3, des de la temporada 2013-2014. És l'equip de futbol de la comarca de la Garrotxa que juga a la categoria més alta, però hi ha altres clubs a la ciutat, com l'Atlètic Olot, l'Escola de Futbol Garrotxa, el Joventut Sant Pere Màrtir, o el Club de Futbol Sant Roc. El club esportiu de la ciutat que ha aconseguit més títols a nivell internacional és el Club Patinatge Artístic Olot, en l'apartat de grups xou del patinatge artístic sobre rodes.
El Centre Excursionista d'Olot és una entitat excursionista de la ciutat fundada l'any 1934, com a delegació de la UEC i després del CEC, i més endavant com a entitat independent l'any 1970. Actualment, el Centre Excursionista d'Olot té quasi dos milers de socis repartits en les diferents seccions de muntanya: esquí, espeleologia, BTT, piragüisme, escalada i mainada; esdevenint així la tercera entitat excursionista amb més socis de Catalunya.
Un altre dels clubs importants, en aquest cas, dins l'àmbit poliesportiu, és el Club Natació Olot, que disposa de seccions d'atletisme, natació, tennis, triatló i waterpolo. En altres esports, cal destacar el Club Bàsquet Olot en bàsquet, el Club Patí Hoquei Olot en hoquei patins, el Club Vòlei Olot en voleibol, el Club Tennis Olot en tennis, el Club Tennis Taula Olot en tennis taula i el Club Escacs Olot en escacs i el Club Atletisme Olot - Terra de Volcans en atletisme. El nou Club de Triatló Nan Oliveras Team liderat pel Triatleta professional Olotí Nan Oliveras.

### Sindicats locals
- Confederació Nacional del Treball (CNT) d'Olot.
- Comissions Obreres (CCOO).
- Unió General dels Treballadors (UGT).
- Intersindical - Confederació Sindical de Catalunya (I-CSC)

També té el Sindicat d'Estudiants dels Països Catalans Garrotxa, un nucli d'aquest sindicat a nivell comarcal.

## Transport
La ciutat d'Olot disposa d'una xarxa d'autobusos operats per TEISA, anomenada Transports Públics d'Olot (TPO) que connecta el centre i els diferents barris d'Olot. A més, la mateixa empresa TEISA ofereix línies interurbanes amb parada a Olot. La ciutat va tenir parada de tren entre el 1911 i el 1969, quan hi passava la línia Olot-Girona. Inicialment, el projecte d'Eix Transversal ferroviari entre Lleida i Girona preveia passar per Olot, però els projectes posteriors van descartar-ho, cosa que va comportar que els grups polítics de l'Ajuntament presentessin al·legacions i els veïns olotins signatures a favor del pas del tren per Olot. Les peticions no van tenir èxit, i després de l'aturada del projecte de l'eix, la ciutat ha optat per millorar les connexions amb l'estació de Torelló i la de Figueres-Vilafant.

### Línies d'autobús interurbanes
| Línia    | Ruta                                                       | Operador | Detalls |
| -------- | ---------------------------------------------------------- | -------- | --- |
| L1643 e1 | Girona - Olot (Exprés)                                     | TEISA    | |
| L0062    | Banyoles - Olot (per Mieres)                               | TEISA    | Fa parada a Sant Miquel de Campmajor, Mieres i Santa Pau. Dimecres Feiners des de Banyoles a les 12:45 i des d'Olot a les 7:15. Dissabtes Feiners des de Banyoles a les 7:25 i a les 12:45 (només arriben fins a Mieres) i des de Mieres fins a Banyoles a les 7:50 i a les 13:10 |
| L0163    | Besalú - Castellfollit - Olot - Sant Esteve - les Planes   | TEISA    | |
| L0534    | Olot - Barcelona (Per Banyoles)                            | TEISA    | Fa Parada a Castellfollit de la Roca,Besalú i Banyoles. Per veure els horaris entreu a la pàgina web de la TEISA (www.teisa-bus.com) |
| L0542    | Olot - Barcelona (per Amer)                                | TEISA    | Fa Parada a Sant Esteve d'en Bas, Sant Feliu de Pallerols, les Planes d'Hostoles, Amer, el Pasteral, la Cellera de Ter, Anglès, Sant Martí Sacalm, Santa Coloma de Farners, Riudarenes i Sils Per veure els horaris entreu a la pàgina web de la TEISA (www.teisa-bus.com) |
| L0535    | Olot - Batet                                               | TEISA    | Circula els dies feiners de mercat a Olot. Des d'Olot a Batet a les 9:15 i a les 12:30 i des de Batet a Olot a les 9:30 i a les 12:45. Per veure els horaris entreu a la pàgina web de la TEISA (www.teisa-bus.com) |
| L0536    | Olot - Girona (per Banyoles)                               | TEISA    | Fa Parada a la Canya,Sant Joan les Fonts,Castellfollit de la Roca,Montagut (Cruïlla), Sant Jaume de Llierca, Argelaguer, Besalú, Serinyà, Banyoles, Porqueres (Mata), Cornellà del Terri (Borgonyà), Cornellà del Terri, Palol de Revardit (La Banyeta), Palol de Revardit (Riudellots de la Creu), Sarrià de Ter i Girona. Per veure els horaris entreu a la pàgina web de la TEISA (www.teisa-bus.com) |
| L0537    | Olot - Lloret de Mar                                       | TEISA    | Fa Parada a les Preses, Sant Esteve d'en Bas,Sant Feliu de Pallerols,les Planes d'Hostoles,Amer, el Pasteral, la Cellera de Ter, Anglès,Brunyola,Santa Coloma de Farners (Estació d'autobusos), Riudarenes,Sils,Vidreres i Lloret de Mar Per veure els horaris entreu a la pàgina web de la TEISA (www.teisa-bus.com) |
| L0547    | Olot - Vic - Barcelona (per Bracons)                       | TEISA    | Per veure els horaris entreu a la pàgina web de la TEISA (www.teisa-bus.com) |
| L0577    | Llívia - Puigcerdà - Ripoll - Olot - Girona                | TEISA    | Circula de Dilluns a divendres feiners. Fa parada a Puigcerdà, La Molina, Planes de Rigart, Planoles, Ribes de Freser, Campdevànol, Ripoll, Sant Joan de les Abadesses, l'Hostalnou de Bianya, Olot i Girona. Per veure els horaris entreu a la pàgina web de la TEISA (www.teisa-bus.com) |
| L1666    | Sant Privat d'en Bas - El Mallol (la Vall d'en Bas) - Olot | TEISA    | |
|          | Olot - Camprodon                                           | TEISA    | Fa Parada a la Canya, Llocalou, l'Hostalnou de Bianya, Can Pairó, Sant Salvador de Bianya, Sant Pau de Segúries, Colònia Estebanell i Camprodon. Per veure els horaris entreu a la pàgina web de la TEISA (www.teisa-bus.com) |
|          | Olot - Figueres                                            | TEISA    | Fa Parada a Olot (Sant Miquel), la Canya, Sant Joan les Fonts, Castellfollit de la Roca, Cruïlla de Montagut, Sant Jaume de Llierca, Argelaguer, Besalú*, Cruïlla de Maià de Montcal, Can Vilà, Navata, Mas Pau, Cruïlla d'Avinyonet de Puigventós, Vilafant**, Figueres (Plaça del Sol) i Figueres (Estació d'Autobusos). *Entre setmana (De dilluns a divendres), els horaris de les 06:30, 08:30 i 18:30, hauran de fer transbord a Besalú, amb els autocars que surten d'Olot (que van directes), o sigui, que la gent que agafi el bus de les 06:30, després hauran de fer transbord amb el bus que ha sortit d'Olot a les 06:45. El de les 08:30, transbord amb el bus que surt a les 09:00 i el de les 18:30, el de les 18:45. **A Vilafant realitza parada a la N-260 del nucli urbà. No Circula pel Camp dels Enginyers. Per veure els horaris heu d'entrar a la pàgina web de la TEISA (www.teisa-bus.com) |
|          | Olot - Polígon del Politger - Tortellà - Montagut          | TEISA    | Fa Parada a la Solfa, Parc de Pequín, Ambulatori, Plaça Catalunya, Hospital, Olot Estació, Sant Miquel, les Tries, Sant Cosme, Polígon de Begudà, Montagut, Tortellà, Politger Nord i Politger Sud. Només actiu entre dilluns i divendres feiners. Per veure els horaris heu d'entrar a la pàgina web de la TEISA (www.teisa-bus.com) |
|          | Olot - Ripoll (per Sant Joan de les Abadesses)             | TEISA    | |
|          | Olot - Riudaura                                            | TEISA    | |
|          | Olot - Santa Pau                                           | TEISA    | |
|          | Olot - UAB (per Amer)                                      | TEISA    | |
|          | Olot - UAB (per Banyoles)                                  | TEISA    | |
|          | Olot - Vic (per Bracons)                                   | TEISA    | Fa Parada a les Preses (excepte els que van direcció Barcelona) Per veure els horaris entreu a la pàgina web de la TEISA (www.teisa-bus.com) |
|          | Olot - Oix                                                 | TEISA    | |

### Línies d'autobús urbanes: el TPO
El Transport Públic d'Olot (TPO) és operat per l'empresa TEISA i té quatre línies
| Línia | Ruta                                   | Operador | Detalls |
| ----- | -------------------------------------- | -------- | ------- |
| LA    | Les Tries - Bonavista                  | TEISA    |         |
| LB    | Sant Miquel - Pla de Dalt              | TEISA    |         |
| LC    | Les Tries - Hostal del Sol             | TEISA    |         |
| LD    | Estació d'autobusos - Sant Pere Màrtir | TEISA    |         |

## Olotins il·lustres
El 18 de juny de 1915, la sessió plenària del consistori, presidida per l'alcalde Eveli Barnadas, va aprovar el reglament que havia de regular la inclusió del retrat de personatges notoris de la societat local. El criteri adoptat primava el reconeixement del mèrit “demostrado por obras o instituciones debidos a un talento o caridad que sean de interés y dominio público” en els camps de la ciència, la literatura, les arts o la beneficència. La galeria es va inaugurar el 5 de desembre d'aquell any. Els primers quadres d'homenatjats que van ingressar a la galeria olotina van ser els del jurista Joan Pere Fontanella (1575-1649) i el filantrop Camil Mulleras Garrós (1844-1909), pintats per Francesc Vayreda, i del literat Pau Estorch i Xiqués (1805-1870), obra de Rogeli López. Actualment, comprèn divuit olotins il·lustres (a més dels citats, el pintor i escriptor Josep Berga i Boix, l'escultor Miquel Blay, l'escriptor Jaume Bofill, el farmacèutic i botànic Francesc Xavier Bolòs, l'escultor Josep Clarà, el metge i historiador Joaquim Danés, la terciària Lliberada Ferrarons, l'empresari i filantrop Manuel Malagrida, l'eclesiàstic Joaquim Masmitjà, el banquer i historiador Francesc Monsalvatje, el pedagog i historiador Esteve Paluzie, el religiós i músic Antoni Soler, l'escriptor Joan Teixidor –l'última incorporació, el 2013–, el pintor Joaquim Vayreda i l'escriptor Marià Vayreda. L'artista Bartomeu Mas Collellmir (les Preses, 1900-Olot, 1980) és autor de vuit dels retrats de la galeria. La Galeria d'Olotins Il·lustres està ubicada al Saló de Sessions de l'Ajuntament d'Olot i consta d'un retrat de cadascun realitzat per algun artista.
- Bartomeu Agustí i Vergés, arquitecte.
- Joan Aubert i Camps, arquitecte.
- Carles Badia i Malagrida, diplomàtic i diputat català
- Josep Berga i Boix, pintor paisatgista, pedagog i escriptor català.
- Miquel Blay i Fàbregas, escultor.
- Jaume Bofill i Mates, escriptor, poeta i polític.
- Francesc Xavier de Bolòs i Germà, farmacèutic i naturalista català.
- Josep Clarà i Ayats, escultor.
- Joaquim Danés i Torras, metge i historiador.
- Pau Estorch i Siqués, metge i escriptor.
- Lliberada Ferrarons i Vives, venerable i treballadora tèxtil.
- Joan Pere Fontanella, jurista i polític català.
- Manuel Malagrida i Fontanet, empresari i promotor.
- Joaquim Masmitjà i de Puig, sacerdot i fundador de la congregació de Missioneres del Cor de Maria.
- Francesc Montsalvatge i Fosas, historiador, escriptor i polític.
- Camil Mulleras i Garros, fabricant i benefactor.
- Esteve Paluzie i Cantalozella, paleògraf, pedagog i antiquari.
- Antoni Soler i Ramos, compositor.
- Joaquim Vayreda i Vila, pintor paisatgista.
- Marià Vayreda i Vila, escriptor i pintor.
- Joan Teixidor, escriptor i editor
- Joaquim Danés i Llongarriu, metge i escriptor